# Westbury (Wiltshire)
Pour les articles homonymes, voir Westbury.

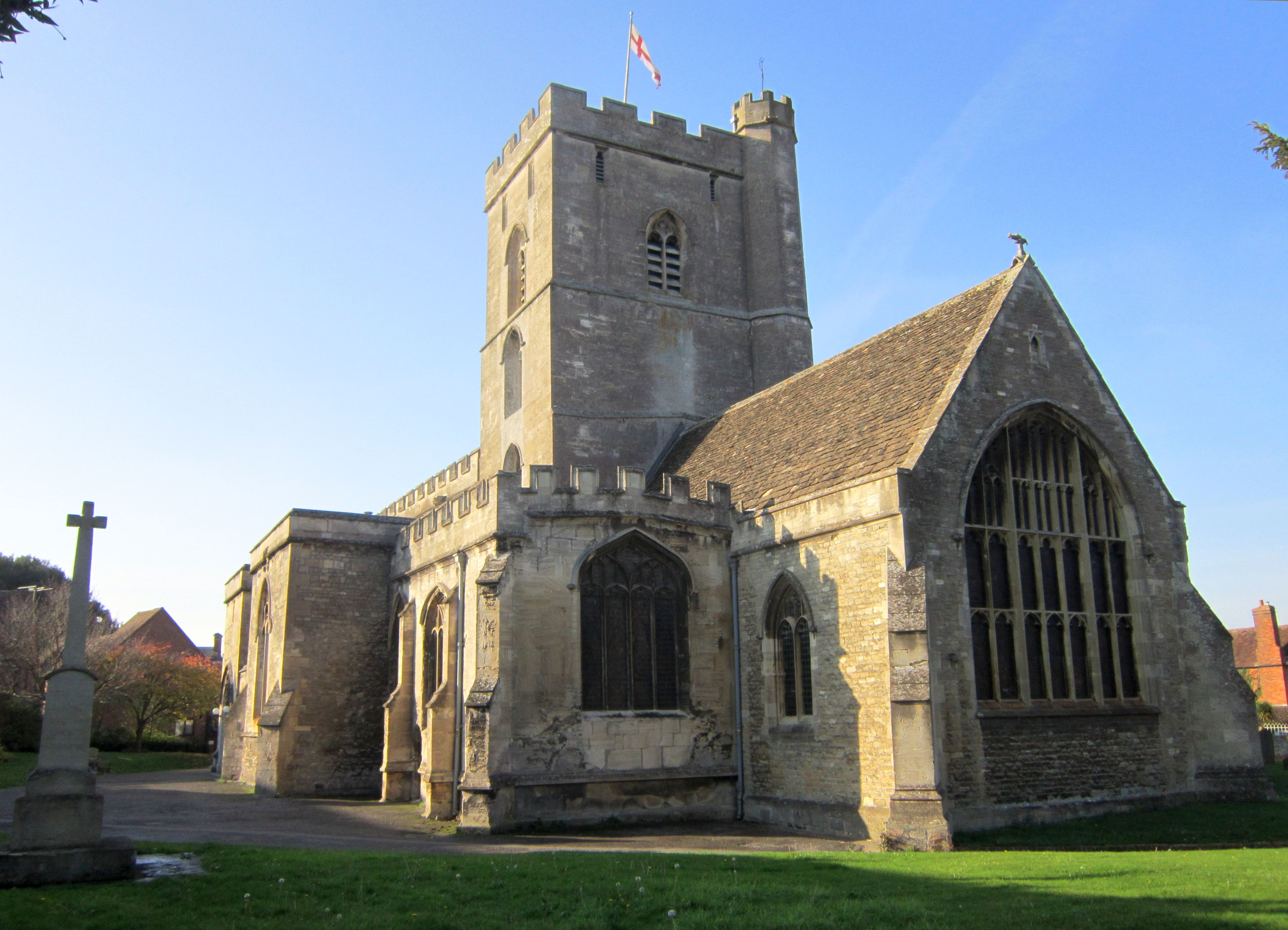
L'église de Westbury.

Westbury est une ville du Wiltshire, en Angleterre. Elle est située dans l'ouest du comté, à 29 km au sud-est de Bath. Au moment du recensement de 2019, elle comptait 14 447 habitants.